# Bernard Agré
Bernard Agré (Monga, 2 marzo 1926 – Parigi, 9 giugno 2014) è stato un cardinale e arcivescovo cattolico ivoriano.

## Biografia
Ha studiato al seminario di Bingerville dove ha studiato filosofia, poi teologia al Seminario Maggiore di Ouidah. Dal 1957 al 1960 ha studiato alla Pontificia Università Urbaniana di Roma dove ha conseguito il dottorato summa cum laude in teologia
È stato ordinato sacerdote il 20 luglio 1953, mentre è vescovo dal 3 ottobre 1968. Papa Paolo VI lo ha nominato vescovo di Man l'8 giugno 1968. San Giovanni Paolo II lo ha trasferito alla diocesi di Yamoussoukro il 6 marzo 1992. Lo stesso Giovanni Paolo II lo ha promosso arcivescovo di Abidjan il 19 dicembre 1994.
Ha rinunciato al governo pastorale per raggiunti limiti di età il 2 maggio 2006. È stato a capo della Conferenza Episcopale della Regione Ovest dell'Africa Francofona dal 1986 al 1991. Papa Giovanni Paolo II lo ha innalzato alla dignità cardinalizia nel concistoro del 21 febbraio 2001, assegnandogli il titolo di San Giovanni Crisostomo a Monte Sacro Alto.
È morto a Parigi il 9 giugno 2014 all'età di 88 anni. La salma è stata tumulata nella cattedrale di San Paolo ad Abidjan.

## Genealogia episcopale e successione apostolica
La genealogia episcopale è:
- Cardinale Scipione Rebiba
- Cardinale Giulio Antonio Santorio
- Cardinale Girolamo Bernerio, O.P.
- Arcivescovo Galeazzo Sanvitale
- Cardinale Ludovico Ludovisi
- Cardinale Luigi Caetani
- Cardinale Ulderico Carpegna
- Cardinale Paluzzo Paluzzi Altieri degli Albertoni
- Papa Benedetto XIII
- Papa Benedetto XIV
- Papa Clemente XIII
- Cardinale Bernardino Giraud
- Cardinale Alessandro Mattei
- Cardinale Pietro Francesco Galleffi
- Cardinale Filippo de Angelis
- Cardinale Amilcare Malagola
- Cardinale Giovanni Tacci Porcelli
- Papa Giovanni XXIII
- Cardinale Bernard Yago
- Cardinale Bernard Agré

La successione apostolica è:
- Vescovo Philippe Kourouma (1979)
- Arcivescovo Joseph Aké Yapo (2001)
- Cardinale Jean-Pierre Kutwa (2001)
- Vescovo Gbaya Boniface Ziri (2009)
- Vescovo Marcellin Yao Kouadio (2009)
- Vescovo Antoine Koné (2009)